# Pseudognaptodon hemicolor
Pseudognaptodon hemicolor är en stekelart som beskrevs av Williams 2004. Pseudognaptodon hemicolor ingår i släktet Pseudognaptodon och familjen bracksteklar. Inga underarter finns listade i Catalogue of Life.